# Freie Vereinigung deutscher Schriftstellerinnen
Die Freie Vereinigung deutscher Schriftstellerinnen war ein Autorinnenverband in Berlin von 1898 bis 1914.

## Geschichte
1898 gründete Marie Wernicke mit weiteren Schriftstellerinnen die Freie Vereinigung (erster deutscher Schriftstellerinnenbund) in Berlin. Sie waren kurz zuvor aus dem Deutschen Schriftstellerinnenbund ausgetreten, den sie zwei Jahre zuvor mitgegründet hatten.
Die Freie Vereinigung hatte nur wenige Mitglieder, die vor allem aus wohlhabenden bürgerlichen Familien stammten. Hauptziel war es, Autorinnen und deren Werke durch Vortragsabende bekannter zu machen (zum Beispiel über Carmen Sylva). 
1913 fanden keine Veranstaltungen mehr statt. Bald danach wurde die Freie Vereinigung deutscher Schriftstellerinnen aufgelöst.

## Mitglieder
Vorstand
- Marie Wernicke, 1898–1913, Vorsitzende
- Alice von Hahn, 1898–1913
- Sophie Barazetti, 1898–1913
- Ferdinande Grieben, 1898–1913
- Emmy von Borgstede (Ehrhart), 1898–1913

## Publikationen
- Mosaik, 1909, 1913, mit Texten von Mitgliedern, herausgegeben von Marie Wernicke